# Schmidtiana hugeli
Schmidtiana hugeli là một loài bọ cánh cứng trong họ Cerambycidae.